# Luz Gabás
María Luz Gabás Ariño, nota come Luz Gabás (Monzón, 1968), è una scrittrice e politica spagnola.

## Biografia
Nata nel 1968 a Monzón, si è laureata in filologia inglese all'Università di Saragozza.
Sindaca di Benasque dal 2011 al 2015 per il Partito Popolare, ha esordito nella narrativa nel 2012 con il romanzo Palme nella neve trasposto in pellicola cinematografica 3 anni dopo per la regia di Fernando González Molina. 
Nel 2022 è stata insignita del Premio Planeta del valore di un milione di euro per il romanzo storico Lejos de Luisiana inviato al concorso con il titolo Río arriba dietro lo pseudonimo di Hoja de Fresno.

## Opere

### Romanzi
- Palme nella neve (Palmeras en la nieve), Milano, Mondadori, 2012 traduzione di Elena Rolla ISBN 978-88-04-62140-9.
- Regreso a tu play (2014)
- Como fuego en el hielo (2017)
- El latido de la tierra (2019)
- Lejos de Luisiana (2022)

## Premi e riconoscimenti
Premio Planeta
- 2022 vincitrice con Lejos de Luisiana[6]

## Adattamenti cinematografici
- Palme nella neve (Palmeras en la nieve), regia di Fernando González Molina (2015)